# دهستان پازوار
پازوار، دهستانی است از توابع بخش رودبست شهرستان بابلسر در استان مازندران ایران.پازوار جمعیتی بالغ بر ۱۷۷۲۷ را داراست.

## جمعیت
براساس سرشماری سال ۱۳۸۵جمعیت آن ۱۷۷۲۷ نفر (۴۶۴۸ خانوار) بوده‌است.